# DANCERUSH STARDOM
『DANCERUSH STARDOM』(ダンスラッシュ スターダム) は、2018年3月18日よりコナミアミューズメントが稼働している音楽ゲームである。BEMANIシリーズのひとつとして稼働している。略称は「ダンスラ」、「DRS」。
2017年、なんの事前告知もなく突然ロケテストが行われた。公開当初のタイトルは「STEPSTAR」であった。
『Dance Dance Revolution』や『Dance Evolution』と同じくダンスゲームであるが、こちらは「足の動きを中心としたシャッフルダンス」に重点を置いており、特にランニングマンやTステップなどの様々な動きを利用して流れてくるノーツを処理するようになっている。
本作は筐体を前後に分けて2人プレーも可能になっている。

## 概要
本作は『Dance Dance Revolution』の稼働20周年を迎える2018年3月23日を記念して稼働したBEMANIシリーズ作品であり、シャッフルダンスが気軽に踊れることを売りにしている。また、北欧を中心とした海外でも稼働をしているため、海外アーティストも含めた版権曲も多く収録されている。
通常の音楽ゲームでは1クレジットで3曲設定であることがほとんどであるが、こちらでは1クレジット2曲設定が基本である。

## ゲームシステム
『チュウニズム』や『SOUND VOLTEX』と同じように、奥から手前に流れてくるノーツを演奏する形になっているが、違いとして足でタップして処理する方法が取られている。
足元の四角いフットパネルを踏んで処理をするが、この時、流れてくるノートと踏んだ位置の横軸があっていれば判定されるため、縦移動はプレイヤーの自由となっている。
フットパネルは赤外線式を採用しており、強くパネルを踏まなくても反応する。
『beatmania IIDX』や『GITADORA』ののようなBEMANIシリーズと同じようにライフ制を採用しており、曲終了時に少しでもライフが残っていればCLEARとなる。
判定はPERFECT/GREAT/GOOD/BADの四種類であり、BADを出すとコンボが途切れる。曲中で一回もBADを出さずにクリアをするとFULL COMMBOに、全てのノーツでPERFECT判定を取りクリアするとEXCELLENTとなる。

### ノーツの種類

#### TAP
いわゆる単押し。ノートが判定ラインと重なった瞬間に、フットパネルをタイミングよく踏む。ランニングマンやチャールストンを活用することが公式で推奨されている。

#### SLIDE
いわゆる長押し。ノートが判定ラインと重なった瞬間にフットパネルを踏み、終点まで踏み続けてパネルから離す。Tステップを活用することが公式で推奨されている。
半拍を目途に足を離してもコンボが継続する為、長めの地帯などは自由に踊ることが可能となっている。

#### DOWN
ノートが判定ラインと重なった瞬間に、体の重心を下げる。重心を下げるだけなので、極端に膝を曲げるなどはしなくても良い。
カメラ上部のセンサーにて加速度検知している為、センサー前で手を振るなどの行為でもコンボをつなげることが可能である。

#### JUMP
ノートが判定ラインと重なった瞬間に、両足を上げて体を完全にフットパネルから離す。
厳密には判定時間中にフットパネルから足が離れていればいい為、ジャンプのタイミングをずらしてコンボをつなげることが可能である。

### 評価
曲が終わると、自分のプレーが100点中何点だったかの評価と、それに対応したスターがもらえる。スターは、楽曲解禁のために使用され、200貯まるとカウントストップする。

## プレーの流れ
1. クレジットを入れる/e-amusement passをかざす
2. プレー人数を選ぶ
3. モードを選ぶ
4. 支払い方法を選ぶ
5. 遊びたい曲を選ぶ

モードは「基本プレー」「ダンス撮影(200円)」の2種類存在し、基本プレーの中でも「LIGHTモード(100円)」と「STANDARDモード(120円・PASELI限定)」が存在する。
また、LIGHTモードは2曲設定なのに対し、STANDARDモードでは最初の2曲で合計得点180点以上を取ると「EXTRA STAGE」に進出でき、3曲目が遊べるようになる。さらに、EXTRA STAGE専用の楽曲も遊べるようになる。しかし、今まではライフゲージが無くならなければステージクリアだったのが、BADを10以上取ると強制的に曲が終了・ゲームオーバーとなってしまうという厳しい設定が設けられる。
ダンス撮影では、一部の曲(版権曲など)を除いたほぼ全ての曲で自分のダンスを一曲だけ撮影できる。カメラは筐体の中央上部に設置されている。撮影し終わった後、好きなエフェクトをかけ、筐体内で自動的に処理された動画を専用のサイトで確認・ダウンロードできる。また、基本プレーと違い、スターを多く獲得できるという利点もある。